# Hjalmar Mellander
Hjalmar Stefanus Mellander (Årstad, 14 dicembre 1880 – Liverpool, 3 ottobre 1919) è stato un multiplista, lunghista, giavellottista e mezzofondista svedese.

## Biografia
Nel 1906 prese parte ai Giochi olimpici intermedi dove conquistò la medaglia d'oro nel pentathlon antico. Fu anche quarto nel salto in lungo e nel lancio del giavellotto stile libero, mentre fu eliminato nelle qualificazioni degli 800 metri.

## Palmarès
| Anno | Manifestazione            | Sede  | Evento                              | Risultato     | Prestazione | Note                          |
| ---- | ------------------------- | ----- | ----------------------------------- | ------------- | ----------- | ----------------------------- |
| 1906 | Giochi olimpici intermedi | Atene | 800 metri                           | elim. qualif. | n/d         |                               |
| 1906 | Giochi olimpici intermedi | Atene | Salto in lungo                      | 4º            | 6,585 m     |                               |
| 1906 | Giochi olimpici intermedi | Atene | Lancio del giavellotto stile libero | 4º            | 44,30 m     | Miglior prestazione personale |
| 1906 | Giochi olimpici intermedi | Atene | Pentathlon                          | Oro           |             |                               |